# Nothing Is Lost (You Give Me Strength)
"Nothing Is Lost (You Give Me Strength)" é uma canção do cantor canadense The Weeknd. Foi lançado pela XO, Hollywood Records e Republic Records em 15 de dezembro de 2022, como o single principal da trilha sonora do épico filme de ação e aventura de ficção científica Avatar: The Way of Water (2022). A canção foi escrita por Weeknd, que compôs com o trio de produção Swedish House Mafia, junto com o compositor da trilha sonora do filme, Simon Franglen. Musicalmente, "Nothing Is Lost (You Give Me Strength)" é uma balada "bombástica", apresentando uma melodia "hino" e bateria proeminente em seu refrão, acompanhada de cânticos tribais ocasionais ao fundo.

## Antecedentes e lançamento
Em 4 de dezembro de 2022, Weeknd postou um teaser da trilha sonora em suas redes sociais, insinuando a data de lançamento em 16 de dezembro Em 7 de dezembro, um novo trailer do filme dirigido por James Cameron foi lançado. O trailer em si foi intitulado após a música. Apresenta um trecho proeminente da música com vocais que "tocam suavemente ao longo do trailer". De acordo com um comunicado à imprensa, a música procura "falar com o escopo épico, a ação de tirar o fôlego e o drama emocionante do próprio filme". Em entrevista na estreia do filme, o produtor Jon Landau disse ao Complex que “quando (o Weeknd) entrou, a Swedish House Mafia surgiu com o conceito da música, e eles abraçaram o trabalho com o nosso compositor, Simon Franglen. E juntos, eles criaram uma música que é fiel a quem The Weeknd é, mas é orgânica para o nosso filme. E isso é o que era importante para nós. Não queríamos apenas que algo aparecesse no final do filme que parecesse fora dele, mas ele abraçou essa colaboração, e a sua voz, oh meu Deus”.

## Composição
The Weeknd escreveu a letra de "Nothing Is Lost (You Give Me Strength)" e compôs a melodia da música com o trio de produção Swedish House Mafia e Simon Franglen. Desde o lançamento, a canção foi descrita por críticos de música e cinema como uma balada "dramática" e "bombástica" com uma "batida adjacente ao transe e sintetizadores pulsantes" apresentando um "hino", melodia orquestral, e bateria "trovejante" em seu refrão.

## Videoclip
Um videoclipe de "Nothing Is Lost (You Give Me Strength)" foi lançado em 16 de janeiro de 2023. As filmagens ocorreram em Krabi, Tailândia, em dezembro de 2022. A maioria dos atores do videoclipe são tailandeses.[carece de fontes?]

## Desempenho nas tabelas de músicas
| Tabela musical (2022–2023)                      | Melhor posição |
| ----------------------------------------------- | -------------- |
| Austrália New Music (ARIA)                      | 19             |
| Canadá (Canadian Hot 100)                       | 88             |
| Croácia (HRT)                                   | 73             |
| França (SNEP)                                   | 140            |
| Mundo (Billboard Global 200)                    | 156            |
| Hungria (Single Top 40)                         | 39             |
| Japão Hot Overseas (Billboard Japan)            | 6              |
| Nova Zelândia Hot Singles (RMNZ)                | 5              |
| Reino Unido (Singles Downloads Chart)           | 79             |
| UK Singles Sales (OCC)                          | 84             |
| Estados Unidos (Bubbling Under Hot 100 Singles) | 23             |
| Estados Unidos (Billboard Digital Song Sales)   | 36             |

## Histórico de lançamentos
| Região | Data                   | Formato                    | Estúdio               | Ref.          |
| ------ | ---------------------- | -------------------------- | --------------------- | ------------- |
| Várias | 15 de dezembro de 2022 | Download digital streaming | XO Hollywood Republic | [ 28 ] [ 29 ] |